# 16116 Балакрішна
16116 Балакрішна (16116 Balakrishnan) — астероїд головного поясу, відкритий 6 грудня 1999 року.
Тіссеранів параметр щодо Юпітера — 3,486.